# Ле Капанеле (Гросето)
Ле Капанеле је насеље у Италији у округу Гросето, региону Тоскана.
Према процени из 2011. у насељу је живело 33 становника. Насеље се налази на надморској висини од 706 м.